# Agaricochirus gibbosimanus
Agaricochirus gibbosimanus är en kräftdjursart som först beskrevs av Alphonse Milne-Edwards 1880.  Agaricochirus gibbosimanus ingår i släktet Agaricochirus och familjen eremitkräftor. Inga underarter finns listade i Catalogue of Life.